# Carl Braun
Carl Rudolf Braun (ur. 22 marca 1822 w Zistersdorf, zm. 28 marca 1891 w Wiedniu) – austriacki lekarz położnik.
Po studiach medycznych w Wiedniu otrzymał w 1847 tytuł doktora nauk medycznych. Od 1849 do 1853 był asystentem w I. Klinice Położniczej Uniwersytetu Wiedeńskiego (I. Geburtshilflichen Universitätsklinik). W 1853 habilitował się i został profesorem w szkole położnych w Trydencie. W 1856 powrócił do Wiednia gdzie został profesorem zwyczajnym i objął dyrekcję I Kliniki Położniczej. W latach 1866/67 i 1870/71 był dziekanem, a w 1868/69 rektorem Uniwersytetu Wiedeńskiego.